# Ely Fernandes
Ely Ernesto Lopes Fernandes (sinh ngày 16 tháng 11 năm 1987), thường gọi Ely, là một cầu thủ bóng đá người Cabo Verde thi đấu cho câu lạc bộ România Gaz Metan Mediaș, chủ yếu ở vị trí tiền đạo.

## Sự nghiệp câu lạc bộ
Anh ra mắt chuyên nghiệp tại Giải bóng đá hạng nhất quốc gia Bồ Đào Nha cho UD Oliveirense vào ngày 14 tháng 9 năm 2013 trong trận đấu trước Tondela.